# 잠브루프군

포들라스키에주 지도에 표시된 잠브루프군의 위치

잠브루프군(폴란드어: powiat zambrowski)은 폴란드 포들라스키에주에 위치한 군으로 군청 소재지는 잠브루프이며 면적은 733.11km2, 인구는 43,663명(2019년 기준), 인구 밀도는 60명/km2이다.
북쪽으로는 웜자군, 동쪽으로는 비아위스토크군, 비소키에마조비에츠키에군, 남서쪽으로는 마조프셰주 오스트루프군과 접한다. 5개 지방 자치체(1개 도시, 4개 농촌)를 관할한다.

군기
군 문장